# Система предупреждения о цунами
Система предупреждения о цунами (СПЦ) состоит из двух одинаково важных компонентов: сети датчиков, которые обнаруживают цунами, и системы коммуникаций, с помощью которой о нём заблаговременно предупреждается население прибрежных районов в опасных участках. СПЦ бывают международные и региональные.

## История

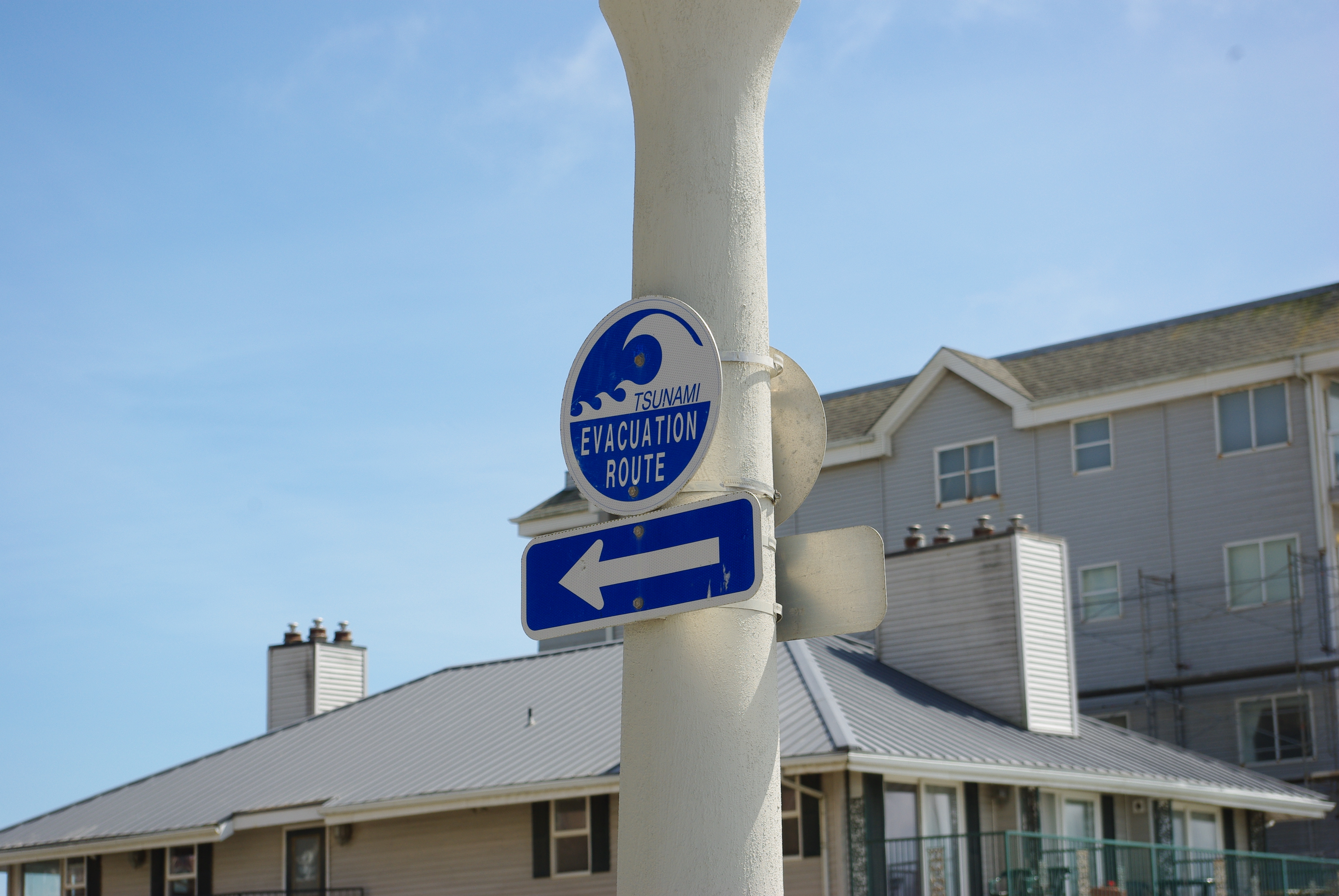
Знак направления движения к укрытию в случае цунами. Сисайд (Орегон), Орегон, США.

Первые попытки предсказывать цунами и оповещать о нём население были предприняты на Гавайях в 1920-е годы. После разрушительного землетрясения у Алеутских островов в 1946 году и Великого Чилийского землетрясения в 1960 году развитие и усовершенствование системы предупреждения о цунами получило новый толчок. В основе СПЦ лежит тот факт, что скорость волны цунами в открытом океане составляет 500—1000 км/ч (0,14—0,28 км/с), а сейсмические волны распространяются гораздо быстрее: 2—13 км/с, а цунами, как известно, и есть землетрясение под водой. Для оповещения населения о приближающейся волне единовременно используются все доступные способы: СМС, электронная почта, факс, телекс, радио, сирены, система экстренного оповещения. К настоящему времени эта система работает, но выдаёт много ложных срабатываний.

## В мире
Тихий океан

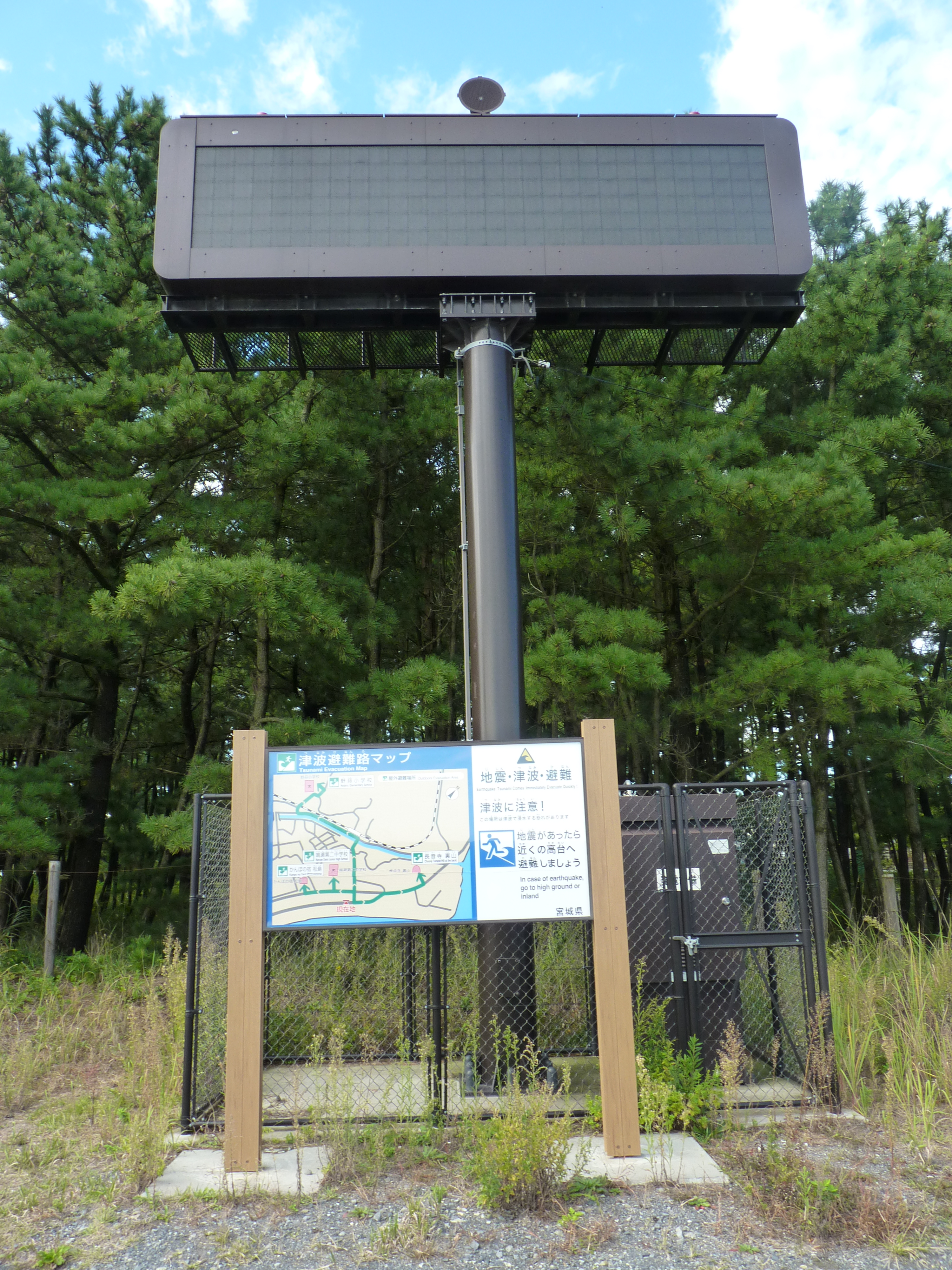
Электронное информационное табло, указывающее путь к укрытию в случае цунами. Окумацусима, Мияги, Япония.

Предупреждениями о цунами в тихоокеанском регионе занимается Тихоокеанский центр предупреждения о цунами (создан в 1949 году) под управлением Национального управления океанических и атмосферных исследований (США), штаб-квартира которого расположена в Эуа-Бич на Гавайях. Также о цунами, надвигающихся на западное побережье Северной Америки, предупреждает англ. West Coast and Alaska Tsunami Warning Center (создан в 1967 году; местонахождение — Палмер, Аляска).
Индийский океан
После разрушительного землетрясения в Индийском океане в 2004 году ООН приняла решение о создании Системы предупреждения о цунами в Индийском океане, которая начала свою работу в 2006 году. К 2013 году эта структура наиболее развита в Индонезии.
Северо-восточная Атлантика, Средиземное и смежные с ним моря
Вопрос о необходимости создания системы предупреждения о цунами в северо-восточной Атлантике, Средиземном и смежных с ним морях обсуждался на ассамблее ЮНЕСКО в 2005 году, но единого мнения выработано так и не было.
Карибское море
В 2008 году Карибское сообщество решило создать Систему предупреждения о цунами в Карибском регионе к 2010 году. В 2010 году Барбадос первым в сообществе опробовал получившуюся систему в действии. При этом можно отметить, что последнее крупное цунами в регионе случилось в 1882 году, когда волна обрушилась на Панаму и унесла жизни 4500 человек. Финансирование составит 250 000 долларов в год.
СССР и Россия
В 1952 году цунами почти полностью был уничтожен город Северо-Курильск Сахалинской области. После этого вышло постановление правительства об организации службы предупреждения цунами. С 1956 года сейсмическую часть работы начала выполнять сейсмическая станция «Южно-Сахалинск», в 1959 году «помогать» ей стала станция «Петропавловск», а потом к ним были добавлены ещё четыре станции на Курильских островах. В 1958—1959 годах в регионе заработали три цунамистанции и две мареографные установки. С 1961 года к наблюдениям за волнами цунами были привлечены все метеостанции Курильских островов, они были оборудованы высотными ориентирами для визуального определения высот волн. В течение 1960-х годов продолжали открываться посты по наблюдению за цунами, мареографы, создавались круглосуточные наблюдательные группы. К 1980 году СПЦ было выдано 80 предупреждений, но 70% из них оказались ложными, а в 20% случаев цунами были пропущены. В 1980 году правительство постановило в течение десяти лет создать Единую автоматизированную систему предупреждения о цунами, которая работала бы более чётко.
В 1991—2005 годах СПЦ неуклонно приходила в упадок. В 2003 году Служба предупреждения о цунами получила статус функциональной подсистемы ФП РСЧС-Цунами. С 2006 года началось восстановление СПЦ в России.

## Недостатки

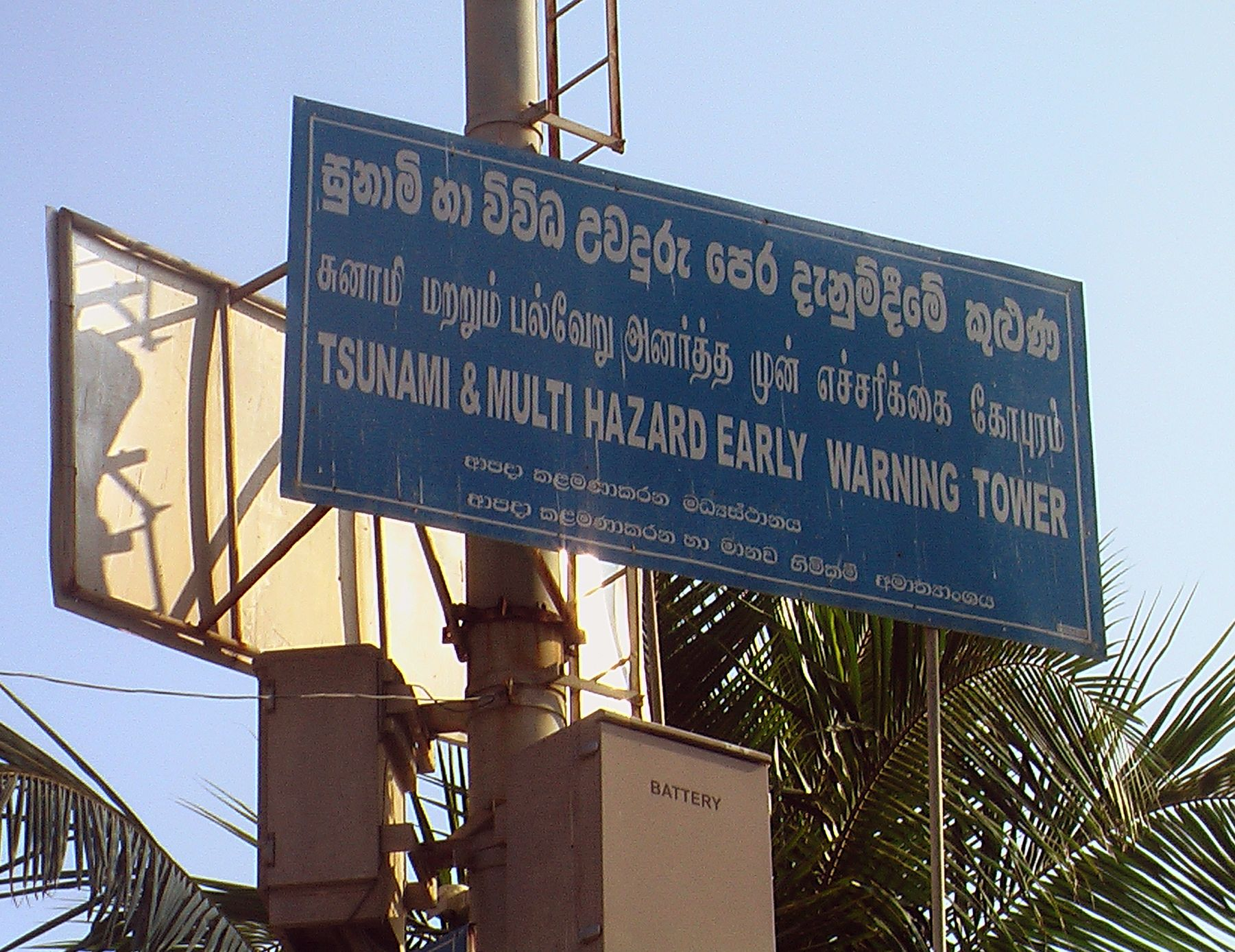
Башня ранних предупреждений о цунами и других опасностях. Шри-Ланка.

К сожалению, данная система оказывается бесполезной, когда эпицентр землетрясения находится недалеко от берега. К примеру, попросту не хватило времени предупредить жителей японского острова Окусири, который наиболее сильно пострадал во время землетрясения у Хоккайдо в 1993 году, тогда погибло 230 человек.